# J. T. Murphy
John Thomas Murphy, auch bekannt als J.T. Murphy (* 9. Dezember 1888; † 13. Mai 1965) war ein britischer Gewerkschafter.

## Leben und Tätigkeit
John Thomas Murphy war der Sohn von John Murphy, Schmied in einer Eisengießerei, und seiner Frau Sarah Pratt. Der Vater war ein irischer Katholik, die Mutter eine englische Baptistin. Er wuchs in ärmlichen Verhältnissen in Wincobank, einem Dorf außerhalb von Sheffield, auf. Bereits als Kind musste er zum Lebensunterhalt der Familie beitragen. Er besuchte die Wincobank Council School, die er mit 13 Jahren verließ, um in der Fabrik Vickers Brightside works in Brithside, Sheffield, zu arbeiten. Er nutzte seine Tätigkeit dort, um der Reihe nach sämtliche Abteilungen der Fabrik zu durchlaufen und so eine Ingenieurlehre zu erlangen, die es ihm ermöglichte, ab 1908 als Ingenieur zu arbeiten. In diesem Beruf arbeitete er bis 1918 und erneut in den späten 1930er Jahren.
Um 1910 wurde Murphy in der Amalgamated Society of Engineers, einer der größten Gewerkschaften Großbritanniens, aktiv. In den folgenden Jahren übernahm er zahlreiche Vertretungs- und Funktionärsaufgaben, so als Sekretär des Engineering Amalgamation Committees in Sheffield, Vertreter im Bezirksausschuss der ASE, Delegierter im Sheffield Trades and Labour Council und als Hilfssekretär der National Administrative Council of the Shop Stewards’ Movement. 1916 schloss er sich der Socialist Labour Party (SLP) an, in der er Mitglied des Exekutivkomitees wurde.
Bei der britischen Parlamentswahl vom Dezember 1918 bewarb Murphy sich als Kandidat der SLP im Wahlkreis Manchester Gorton um einen Sitz im House of Commons, unterlag jedoch. 1919 wandte er sich von der SLP ab, um sich stattdessen 1920 an der Gründung der Communist Party of Great Britain (CPGB) zu beteiligen. Seit 1921 gehörte er dem Zentralkomitee der Partei an.
1920 nahm Murphy an der Internationalen Konferenz Revolutionärer Parteien und Organisationen Westeuropas in Amsterdam teil. Im Juli desselben Jahres reiste er nach Russland, um am 2. Kongress der Kommunistischen Internationale teilzunehmen. 1921 wurde er dann von der CPGB als Delegierter zur Konferenz der Roten Internationale der Arbeitergewerkschaften (Red International of Labour Unions) entsandt, in deren provisorisches Exekutivkomitee er später gewählt wurde. Im Sommer 1921 bzw. November/Dezember 1922 nahm er am 3. und 4. Kongress der Kommunistischen Internationale in Moskau teil.
In den 1920er Jahren verbrachte Murphy viel Zeit in der Sowjetunion. Dies führte dazu, dass er im Oktober 1925 zusammen mit elf anderen Mitgliedern der CPGB gemäß dem Gesetz über die Anstiftung zu Meuterei von 1797 (1797 Incitment to Mutiny Act) verhaftet und zu einer sechsmonatigen Haftstrafe verurteilt wurde.
Bei der Unterhauswahl des Jahres 1929 kandidierte Murphy als kommunistischer Kandidat im Wahlkreis Hackney South und 1930 sowie 1931 im Wahlkreis Sheffiel Brightside, ohne gewählt zu werden.
1932 verließ Murphy die Communist Party. Nachträglich erklärte er die Gründung dieser Partei für einen Fehler. Stattdessen schloss er sich der East Islington Labour Party an, in der er Mitglied ihres Exekutivkomitees wurde.
Von 1934 bis 1936 amtierte Murphy dann als Generalsekretär der Socialist League. 1936 wurde er Organisator des Propagandakomitees der Volksfront: Dieses Gremium widmete sich dem Ziel, in der britischen Bevölkerung für eine Unterstützung der republikanischen Seite im Spanischen Bürgerkrieg zu werben.
Seit den 1920er Jahren betätigte Murphy sich in Ergänzung zu seiner politischen Arbeit als Schriftsteller, Vortragsredner und freischaffender Journalist. Im Rahmen dieser Tätigkeit wurde er Redakteur der Zeitschriften Communist International und Communist Review. Zu den von ihm veröffentlichten Büchern gehören eine Biographie über Josef Stalin sowie eine Studie über die britische Kriegsproduktion, in der er basierend auf eigenen Beobachtungen Empfehlungen für eine effektivere Gestaltung derselben abgab.
In späteren Jahren war er ein Mitglied des National Minority Movement, einer kommunistischen Einheitsfront innerhalb der Gewerkschaften, die versuchte, Einfluss auf den Gewerkschaftsrat (Trade Union Council) zu erlangen.

## Familie
Im Januar 1921 heiratete Murphy Ethel Morris.

## Schriften
- The Worker's Committee. An Outline of Its Principles and Structure, 1917.
- The Labor Government. An Examination of Its Record, 1930.
- Preparing for Power. A Critical Study of the History of the British Working Class Movement, 1934. (Nachdruck 1972)
- Facism! The Socialist Answer, 1936.
- Manual of Soviet Enterprise, 1940.
- New Horizons, 1941.
- Russia on the March. A Study of Soviet Foreign Policy, 1941.
- Victory Production!: A Personal Account of Seventeen Months Spent as a Worker in an Engineering and an Aircraft Factory; with a Criticism of Our Present Methods of Production and a Plan for Its Reorganisation, 1942.
- Labour's Big Three. A Biographical Study of Clement Attlee, Herbert Morrisson, and Ernest Bevin, London 1948
- Stalin, 1879-1944, 1945. (auf Deutsch als Stalin. Eine Biographie von J. T. Murphy. Mit einem Vorwort von Sir Stafford Cripps)